# Brachymeria sidnica
Brachymeria sidnica är en stekelart som beskrevs av Holmgren 1868. Brachymeria sidnica ingår i släktet Brachymeria och familjen bredlårsteklar. Inga underarter finns listade.